# Carex juvenilis
Carex juvenilis är en halvgräsart som beskrevs av Charles Baron Clarke och E.G.Camus. Carex juvenilis ingår i släktet starrar, och familjen halvgräs. Inga underarter finns listade i Catalogue of Life.